# Distretto di Parsa
Il distretto di Parsa è uno dei 77 distretti del Nepal, in seguito alla riforma costituzionale del 2015 fa parte della provincia di Madhesh. 
Il capoluogo è Birganj.
Geograficamente il distretto appartiene alla zona pianeggiante del Terai.
Il principale gruppo etnico presente nel distretto sono i Muslim.

## Municipalità
Il distretto è suddiviso in quattordici municipalità, quattro urbane e 10 rurali:
Urbane
- Birganj

- Bahudarmai
- Parsagadhi
- Pokhariya, Nepal

Rurali
- Bindabasini
- Dhobini
- Chhipahrmai Gaupalika
- Jagarnathpur
- Jirabhawani
- Kalikamai
- Pakaha Mainpur
- Paterwa Sugauli
- Sakhuwa Prasauni
- Thori